# Ras Douméra
Ne doit pas être confondu avec le cap et l'île homonymes Douméra
Ras Douméra, aussi orthographié Ras Doumeira ou Ras Doumerah, littéralement en français le Cap Douméra, est un village situé au nord du cap Douméra, du côté érythréen de la frontière djibouto-érythréenne, au niveau du détroit de Bab-el-Mandeb, entre la mer Rouge et le golfe d'Aden. Exclave érythréenne au Djibouti, c'est le village le plus oriental de la région Debub-Keih-Bahri et de l'Érythrée.

## Géographie

### Localisation
Le village est situé dans l'est de l'Érythrée, au nord du cap Douméra, à la frontière djibouto-érythréenne. Il est situé le long de la côte du cap, lui-même situé proche du détroit de Bab-el-Mandeb, entre la mer Rouge et le golfe d'Aden.
Il est distant de 54 km d'Assab, capitale de la région Debub-Keih-Bahri ; de 538 km d'Asmara, la capitale de l'Érythrée ; et de 126 km de Djibouti, la capitale du Djibouti.
Le village s'étend sur 18 hectares, soit près de la moitié de la superficie totale du cap, qui s'étend sur une quarantaine d'hectares.

#### Localités limitrophes
Il n'y a pas directement de villages limitrophes de Ras Douméra. Cependant, le village le plus proche est le village érythréen Rehayto. Du côté de l'exclave érythréenne, au Djibouti, les localités les plus proches sont celles de Dayli Harak et de Fillakouba.

### Géologie et relief
Ras Douméra repose sur un sol de roches sédimentaires datant du Quaternaire, remontant jusqu'à 2,6 millions d'années. En ce qui concerne le relief, Ras Douméra est situé sur un cap homonyme se jetant en mer Rouge, non loin du détroit de Bab-el-Mandeb. Le cap est coupé en deux du sud-ouest au nord-est par un relief marqué de petits sommets dont le mont Gabla situé à une cinquantaine de mètres de hauteur ; ce relief sert de frontière naturelle entre Djibouti et l'Érythrée.

### Hydrographie
Aucun cours d'eau ne traverse la localité de Ras Douméra mais le village a une façade maritime qui s'étend sur 1,3 km, sur la partie nord du cap, donnant donc sur la mer Rouge. La seule route donnant accès au village passe par Djibouti avant de rentrer dans la continuité de l'Érythrée ; elle peut être obstruée par une rivière lors des périodes de pluie.

### Climat
Selon la classification de Köppen, Ras Douméra se situe dans un climat désertique et aride (BWh) de type chaud. En effet, Ras Douméra, situé dans la corne de l'Afrique, est compris dans le désert Danakil, souvent considéré comme le désert ayant la température moyenne annuelle la plus chaude sur Terre. Ce climat est expliqué par la situation du village dans les latitudes des chevaux, situés entre les cellules de Hadley et de Ferrel. Situé sous des hautes pressions subtropicales, les ciels clairs sont largement présents au niveau de cette localité, accentuant l'aridité.

## Urbanisme
Le village compte une soixantaine de bâtiments. Il y a également un embarcadère.

## Histoire
Le cap occupe une place importante dans l'histoire tantôt des empires coloniaux français et italien et tantôt entre Djibouti et l'Érythrée. En effet, une dispute entre les empires coloniaux européens survient dès 1884 pour savoir comment tracer la frontière entre les deux colonies. Léonce Lagarde propose lors d'une rencontre avec le ministère italien à Assab de tracer la frontière selon le relief, mais les italiens souhaitent plutôt une ligne droite. Finalement, un consensus est trouvé, le cap sera divisé selon la ligne de partage des eaux et, une fois le relief prononcé du cap passé, une ligne droite est fixée à un point donné.
Le 6 septembre 2018, le ministre érythréen des Affaires étrangères s'est rendu à Djibouti afin de résoudre le problème frontalier qui oppose Djibouti et l'Érythrée depuis une dizaine d'années au niveau du cap, depuis le début de la guerre djibouto-érythréenne de 2008.